# قاتلان (فیلم ۲۰۲۲)
قاتلان (به انگلیسی: Slayers) یک فیلم کمدی ترسناک آمریکایی به نویسندگی، تهیه کنندگی و کارگردانی کی. آشر لوین با بازی توماس جین، کارا هیوارد، جک دانلی، لیدیا هرست، مالین اکرمان و ابیگیل برسلین است. این فیلم قرار است در ۲۱ اکتبر ۲۰۲۲ در سینماها و به صورت دیجیتال منتشر شود.
فیلمبرداری اصلی در نوامبر ۲۰۲۰ در البوکرکی، نیومکزیکو آغاز شد.